# Fallen Angels (álbum de Bob Dylan)
Fallen Angels é o trigésimo sétimo álbum de estúdio de Bob Dylan, lançado pela Columbia Records em 20 de maio de 2016.
O álbum apresenta 12 clássicos do cancioneiro americano escolhidos pelo Bob Dylan. Como o anterior, Shadows in the Night, todas as músicas já foram gravadas por Frank Sinatra, com exceção de "Skylark".
A maioria das críticas ao álbum foram favoráveis, elogiando a performance vocal de Dylan, a qualidade da produção e os arranjos da banda. O álbum foi indicado na categoria de melhor álbum de pop vocal tradicional da 59ª edição do Grammy, o resultado será anunciado em fevereiro de 2017. 

## Músicas
| N.º | Título                            | Duração |  |
| 1.  | "Young at Heart"                  | 2:59    |  |
| 2.  | "Maybe You'll Be There"           | 2:56    |  |
| 3.  | "Polka Dots and Moonbeams"        | 3:20    |  |
| 4.  | "All the Way"                     | 4:01    |  |
| 5.  | "Skylark"                         | 2:56    |  |
| 6.  | "Nevertheless"                    | 3:27    |  |
| 7.  | "All or Nothing at All"           | 3:04    |  |
| 8.  | "On a Little Street in Singapore" | 2:15    |  |
| 9.  | "It Had to Be You"                | 3:39    |  |
| 10. | "Melancholy Mood"                 | 2:53    |  |
| 11. | "That Old Black Magic"            | 3:04    |  |
| 12. | "Come Rain or Come Shine"         | 2:37    |  |